# Renato Piau
Renato Costa Ferreira (Teresina, 5 de novembro de 1953), mais conhecido como Piau ou Renato Piau, é um violonista, compositor e cantor brasileiro.

## Composições
- 1990: Camelo Voador. Renato Piau e Carlos Cal. CID, CD
- 1995: Guitarra Brasileira. Amazon Records, CD
- 1999: Conexão Carioca (c/ vários). Peixe Vivo Produções, CD
- 1999: Guitarra Brasileira. Solar, CD
- 1999: Piauienses do Barulho. ( c/ vários) Barulho Disco, CD
- 1972: FIC - Festival Internacional da Canção Maracanazinho, c/ Sérgio Sampaio.
- 1996: Show "Guitarra Brasileira", participação de Cássia Eller e Luiz Melodia. Teatro Rival, Rio de Janeiro RJ
- 1998: Show "Balaio do Sampaio" c/ participação de vários artistas da MPB, incluídos no CD homônimo. Teatro Rival / Rio de Janeiro.
- 1998: Show "Renato Piau Convida". Sala Funarte Sidney Miller - Rio de Janeiro.
- 1998: Show "Balaio do Sampaio" ( c/ Vários), roteiro e direção de Sérgio Natureza. Hipódromo Up / Rio de Janeiro.
- 1999: Show "Acústico" de Luiz Melodia, com Renato Piau e Perinho Santana. Teatro Rival do Rio de Janeiro.
- 1999: Show com Luiz Melodia e Perinho Santana. Comemorações da virada para o ano 2000 na praia de Copacabana, Rio de Janeiro (Rede Globo de Televisão).